# Japan Women's Open 2016
Japan Women's Open 2016 (також відомий під назвою Hashimoto Sogyo Japan Women's Open 2016 за назвою спонсора) — жіночий тенісний турнір, що проходив на відкритих кортах з твердим покриттям. Це був восьмий за ліком Japan Women's Open. Належав до категорії International у рамках Туру WTA 2016. Відбувся в Ariake Coliseum у Токіо (Японія). Тривав з 12 до 18 вересня 2016 року.

## Нарахування очок
| Дисципліна       | П   | Ф   | ПФ  | ЧФ | 1/8 | 1/16 | Q   | Q3  | Q2  | Q1  |
| Одиночний розряд | 280 | 180 | 110 | 60 | 30  | 1    | 18  | 14  | 10  | 1   |
| Парний розряд    | 280 | 180 | 110 | 60 | 1   | Н/Д  | Н/Д | Н/Д | Н/Д | Н/Д |

### Призові гроші
| Дисципліна       | П       | F       | ПФ      | ЧФ     | 1/8    | 1/161  | Q      | Q2   | Q1   |
| Одиночний розряд | $43,000 | $21,400 | $11,300 | $5,900 | $3,310 | $2,925 | $1,005 | $730 | $530 |
| Парний розряд2   | $12,300 | $6,400  | $3,435  | $1,820 | $960   | Н/Д    | Н/Д    | Н/Д  | Н/Д  |

1 Кваліфаєри отримують і призові гроші 1/16 фіналу

2 На пару

## Учасниці основної сітки в одиночному розряді

### Сіяні пари
| Країна    | Гравчиня            | Рейтинг1 | Сіяна |
| --------- | ------------------- | -------- | ----- |
| Японія    | Місакі Дой          | 32       | 1     |
| Бельгія   | Яніна Вікмаєр       | 38       | 2     |
| Казахстан | Юлія Путінцева      | 42       | 3     |
| Швеція    | Юганна Ларссон      | 47       | 4     |
| США       | Медісон Бренгл      | 50       | 5     |
| КНР       | Ч Шуай              | 51       | 6     |
| США       | Крістіна Макгейл    | 55       | 7     |
| Україна   | Катерина Бондаренко | 59       | 8     |

- Рейтинг подано станом на 29 серпня 2016

### Інші учасниці
Нижче наведено учасниць, які отримали вайлдкард на участь в основній сітці:
- Еґуті Міса
- Ері Нодзумі
- Одзакі Ріса

Нижче наведено гравчинь, які пробились в основну сітку через стадію кваліфікації:
- Чан Су Джон
- Мію Като
- Ребекка Петерсон
- Еріка Сема

Такі тенісистки потрапили в основну сітку як a щасливий лузер:
- Антонія Лоттнер

### Відмовились від участі
До початку турніру
- Еґуті Міса → її замінила  Антонія Лоттнер
- Ірина Фалконі → її замінила  Курумі Нара
- Кірстен Фліпкенс → її замінила  Яна Чепелова
- Ніколь Гіббс → її замінила  Магда Лінетт
- Сє Шувей → її замінила  Анетт Контавейт
- Крістіна Кучова → її замінила  Наомі Осака
- Олена Остапенко → її замінила  Таміра Пашек
- Анастасія Севастова → її замінила  Нао Хібіно
- Ван Цян → її замінила  Марія Саккарі

## Учасниці основної сітки в парному розряді

### Сіяні пари
| Країна  | Гравчиня            | Країна            | Гравчиня          | Рейтинг1 | Сіяна |
| ------- | ------------------- | ----------------- | ----------------- | -------- | ----- |
| КНР     | Сюй Їфань           | КНР               | Чжен Сайсай       | 46       | 1     |
| Україна | Катерина Бондаренко | Китайський Тайбей | Чжуан Цзяжун      | 98       | 2     |
| Сербія  | Александра Крунич   | Чехія             | Катерина Сінякова | 99       | 3     |
| КНР     | Лян Чень            | КНР               | Ян Чжаосюань      | 114      | 4     |

- 1 Рейтинг подано станом на 29 серпня 2016

### Інші учасниці
Нижче наведено пари, які отримали вайлдкард на участь в основній сітці:
- Даніела Гантухова /  Алісон Ріск
- Хісамі Канае /  Котомі Такахата

## Переможниці та фіналістки

### Одиночний розряд
- Крістіна Макгейл —  Катерина Сінякова, 3–6, 6–4, 6–4

### Парний розряд
- Аояма Сюко /  Ніномія Макото —  Джоселін Рей /  Анна Сміт, 6–3, 6–3